# Laurent Ulrich
Laurent Ulrich, född 7 september 1951 i Dijon, är en fransk romersk-katolsk ärkebiskop. Han är sedan den 26 april 2022 ärkebiskop av Paris och efterträdde Michel Aupetit. Han var tidigare ärkebiskop av Lille.

## Bilder
| - Ärkebiskop Laurent Ulrichs vapen. |